# Gongxianosaure
El gongxianosaure (Gongxianosaurus, 'llangardaix de Gongxian') és un gènere de dinosaure que va viure al Juràssic inferior, entre fa 200 i fa 191 milions d'anys, en el Sinemurià i el Pliensbaquià. Era un sauròpode o prosauròpode de la Xina. De gran mida, podia arribar a fer uns 14 metres de longitud.
L'espècie tipus, G. shibeiensis, va ser descrita per He, Wang, Lui, Zhou, Lui, Cai i Dai l'any 1998 a partir de restes trobades al membre Dongyuemiao de la formació de Ziliujing, al comtat de Gongxian, al sud de Sichuan, Xina.